# Riga-Berliner Schützendivision
Die 52. Garde-Schützen-Division, die Riga-Berliner Schützendivision (russisch 52-я гвардейская стрелковая Рижско-Берлинская дивизия) bezeichnet eine Division der Roten Armee im Großen Vaterländischen Krieg. Sie wurde im November 1942 durch Umbenennung der 63. Schützendivision gebildet. Im Bestand der 2. Baltischen und der 3. Baltischen sowie der 1. Weißrussischen Front nahm die 52. GSD. an der Pskow-Ostrower Operation und der Rigaer, sowie 1945 an der Weichsel-Oder, der Ostpommern- und der Berliner Operation teil. Die Division erhielt infolge erfolgreich durchgeführter Kampfhandlungen am 31. Oktober 1944 den Ehrennamen „Rigaer“ und am 11. Juni 1945 „Berliner“.

## Ursprung
Im Dezember 1941 wurde in Woronesch die 6. motorisierte Schützendivision des Volkskommissariats für innere Angelegenheiten aufgestellt. Am 27. Januar 1942 wurde sie in 8. motorisierte NKWD-Schützendivision der Truppen des Volkskommissariats für innere Angelegenheiten umbenannt und im Juli 1942 als 63. Schützendivision in den Bestand der Roten Armee überführt.

## Geschichte
Am 27. November 1942 wurde die 63. Schützendivision zur 52. Gardeschützendivision umbenannt und war während der Schlacht um Stalingrad Teil der 21. Armee.
Am 26. Januar 1943 eroberten ihre Truppen die nordwestlichen Hänge des Mamajew Kurgan und beteiligte sich dann bis Anfang Februar im engen Zusammenwirken mit der 13. Gardeschützen-Division am Sieg über die deutsche 6. Armee. Im Frühjahr 1943 nahm die 52. GSD. an den Vorstößen im Donezbecken teil. Am 4. Juli wurde die benachbarte 67. Schützendivision und das 153. Garde-Schützenregiments der 52. Gardeschützendivision infolge des Unternehmen Zitadelle am Südabschnitt der Kursker Schlacht angegriffen. Am 16. Juli startete die übergeordnete 6. Gardearmee einen Gegenangriff entlang der Rollbahn Obojan-Belgorod, bei dem die 52. Garde-Schützendivision die verlorene Frontlinie vom 5. Juli wieder erreichte. Am nächsten Tag wurde sie aber in die zweite Staffel der Armee zurückgezogen und mit dem Leninorden ausgezeichnet.
Als Teil der 6. Gardearmee kämpfte die 52. GSD. dann bei der 2. Baltischen Front und wurde im Raum Nevel eingesetzt. Im Sommer 1944 operierte die Division bei der 1. Stoßarmee und nahm an Pskow-Ostrower Operation teil. Bei der Rigaer Operation rückten die Truppen ab 11. Oktober 1944 aus dem Brückenkopf von Maza-Jugla auf den östlichen Stadtrand von Riga vor und kämpfte am nächsten Tag bereits am anderen Ufer der Düna. Am 13. Oktober überquerten Einheiten der Division den Fluss und lagen während der Rückeroberung Rigas fest im gewonnenen Brückenkopf verschanzt. Die gemeinsamen Angriffe der 1. und 3. Baltischen Front entschied über das Schicksal der Stadt, die Division erhielt den Ehrennamen „Rigaer“.
Von Januar bis März 1945 nahm die 52. GSD. an der Warschau-Posener und an der Ostpommern-Operation teil. Im Rahmen der Berliner Operation marschierten die Truppen am 22. April 1945 im Verband der 3. Stoßarmee (Generalleutnant W. I. Kusnezow) zusammen mit anderen Verbänden in Berlin ein und hatte bis zum 1. Mai über 120 Hauserblöcke und Straßen Berlins erstürmt.

## Kommandeure
- Oberst Nestor Dmitrijewitsch Kosin, 27. November 1942 – 21. Januar
- Oberst/Generalmajor Iwan Michailowitsch Nekrasow, 9. Mai – 17. November 1943
- Koltschigin, Generalmajor Bogdan Konstantinowitsch Koltschigin, 25. November – 25. Dezember 1943
- Oberst Nikolai Wassiljewitsch Simonow, 26. Dezember 1943 – 23. September 1944
- Generalmajor Nestor Dmitrijewitsch Kosin, 24. September 1944 – November 1945

## Triva
Die 52. Garde-Schützen-Division wurde im Verlauf ihrer Einsätze mit dem Leninorden (Juli 1943), dem Suworow-Orden II. Klasse (für die Befreiung Ostrows) und am 26. April 1945 dem Kutusoworden II. Klasse ausgezeichnet. Tausende ihrer Angehörigen wurden mit Orden und Medaillen geehrt, sieben wurde der Titel Held der Sowjetunion verliehen.